# ميخائيل تسفيت
ميخائيل سيمينوفيتش تسفيت (باللغة الروسية: Михаил семёнович цвет) (1872-1919م) هو عالم نباتات روسي، وهو مخترع طريقة التحليل الاستشرابي.

## روابط خارجية
- ميكايل تسيفت على موقع الموسوعة البريطانية (الإنجليزية)